# زن اسقف
زن اسقف (انگلیسی: The Bishop's Wife) فیلمی در ژانر کمدی رمانتیک، رمانتیک و فانتزی به کارگردانی هنری کاستر است که در سال ۱۹۴۷ منتشر شد.

## خلاصه داستان
یک اسقف که تلاش می‌کند کلیسای جدید بسازد، برای بدست آوردن راهنمایی دست به دعا می‌برد. فرشته‌ای پدیدار می‌شود اما راهنمایی‌های او در مورد بدست آوردن پول نیست و…

## بازیگران
- کری گرانت
- لرتا یانگ
- دیوید نیون
- مونتی وولی
- جیمز گلیسون
- گلادیس کوپر
- السا لنچستر
- ایسابل جول
- رجیس تومی
- سارا هادن

## جوایز
این فیلم برنده اسکار بهترین صدابرداری و کاندیدای ۴ اسکار دیگر (کاندیدای اسکار بهترین موسیقی-کاندیدای اسکار بهترین تدوین-کاندیدای اسکار بهترین کارگردانی-کاندیدای اسکار بهترین فیلم) در سال ۱۹۴۸ شد.